# Новоспасск (Амурская область)
Новоспа́сск — село в Архаринском районе Амурской области, административный центр Новоспасского сельсовета.
Основано в 1902 г. Топонимика: первоначально называлось Клин, что отражало природу в окрестностях села, так как на Руси «клином» называли лес, растущий по берегам реки и на островах. Село расположено как раз в такой местности. Современное название Новоспасск дано в 1911 г. переселенцами из белорусского села Спасское, Витебской области, в память о покинутой родине, оно, в свою очередь, названо было по религиозному празднику Спаса, отмечаемого 14 августа, символизирующего прощание с летом.

## География
Село Новоспасск стоит на левом берегу реки Бурея.
Автомобильная дорога к селу Новоспасск идёт на юго-запад (вниз по течению Буреи) от села Домикан, расстояние до Домикана — 9 км, расстояние до районного центра Архара — 47 км.
На правом берегу Буреи в 4 км ниже села Новоспасск стоит село Гомелевка, имеется автодорога. Также раньше работала паромная переправа, но на данный момент она прекратила функционировать, в связи с постройкой моста через реку Бурею, недалеко от посёлка Новобурейский.
От села Новоспасск вниз по левому берегу Буреи идёт дорога к сёлам Казановка, Свободное, Украинка, Северное и Скобельцыно.

## Население
| 2002 | 2010 | 2012 | 2013 | 2014 | 2015 | 2016 |
| ---- | ---- | ---- | ---- | ---- | ---- | ---- |
| 387  | ↘279 | ↘251 | ↘244 | ↘233 | →233 | ↘217 |
| 2017 | 2018 |      |      |      |      |      |
| ↘201 | ↘195 |      |      |      |      |      |

## Инфраструктура
Сельскохозяйственные предприятия Архаринского района.